# Paul Barbe

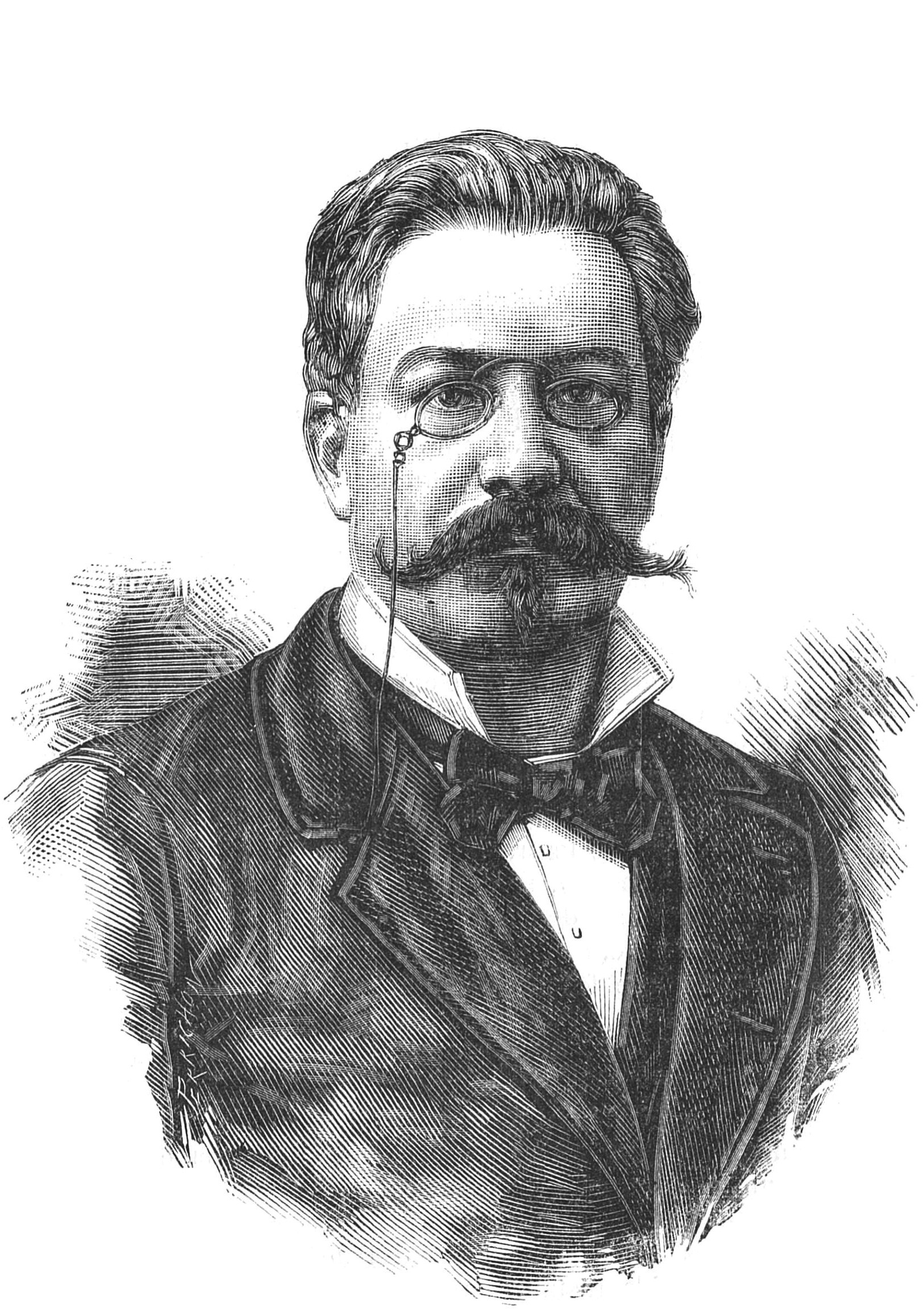
Paul Barbe (1887)

François Paul Barbe (geboren am 4. Februar 1836 in Nancy; gestorben am 29. Juli 1890 in Paris) war ein französischer Industrieller und Politiker der Dritten Republik.

## Leben
Paul Barbe war der Sohn von Jean-Baptiste Charles Barbe, einem Schlosser, der als Schmiedemeister in Liverdun und der Schmelzhütte von Tusey arbeitete. Paul Barbe war Schüler der École polytechnique im Jahrgang 1855. Im Krieg von 1870/71 befehligte er die Artillerie während der Verteidigung von Toul und wurde dafür ausgezeichnet.
1868 begann er seine Zusammenarbeit mit Alfred Nobel, dessen Repräsentant er in Frankreich wurde. 1870 wurde unter der Leitung von Barbe in Liverdun in der Cité de la Croisette mit der Herstellung von Dynamit begonnen. In Paulilles nahe der spanischen Grenze wurde eine Fabrik gebaut, ein abgelegener Ort, der aus Gründen der nationalen Sicherheit ausgewählt worden war. Barbes organisatorische Kompetenz und sein Talent als Verwalter kamen ihm dabei sehr zugute, sodass er mit der Gründung und Verwaltung verschiedener anderer Unternehmen betraut wurde, während Alfred Nobel sich vor allem der technischen Verbesserung seiner Produkte widmete. Barbe war auch am Aufbau von Werken in Italien, Spanien und der Schweiz beteiligt. Auch zur technischen Entwicklung trug er bei; so war er im Besitz zweier Patente zur Bearbeitung von Cellulosenitrat (Patent 159.214 vom 17. Dezember 1883) und Ammoniumnitrat (Patent 68.189 vom 10. April 1885).
1885 wurde er für das Département Seine-et-Oise in die Abgeordnetenkammer gewählt. Er verteidigte seinen Sitz 1889. In der Kammer gehörte er der Gauche radicale an. 1887 war er Landwirtschaftsminister in der Regierung Rouvier.

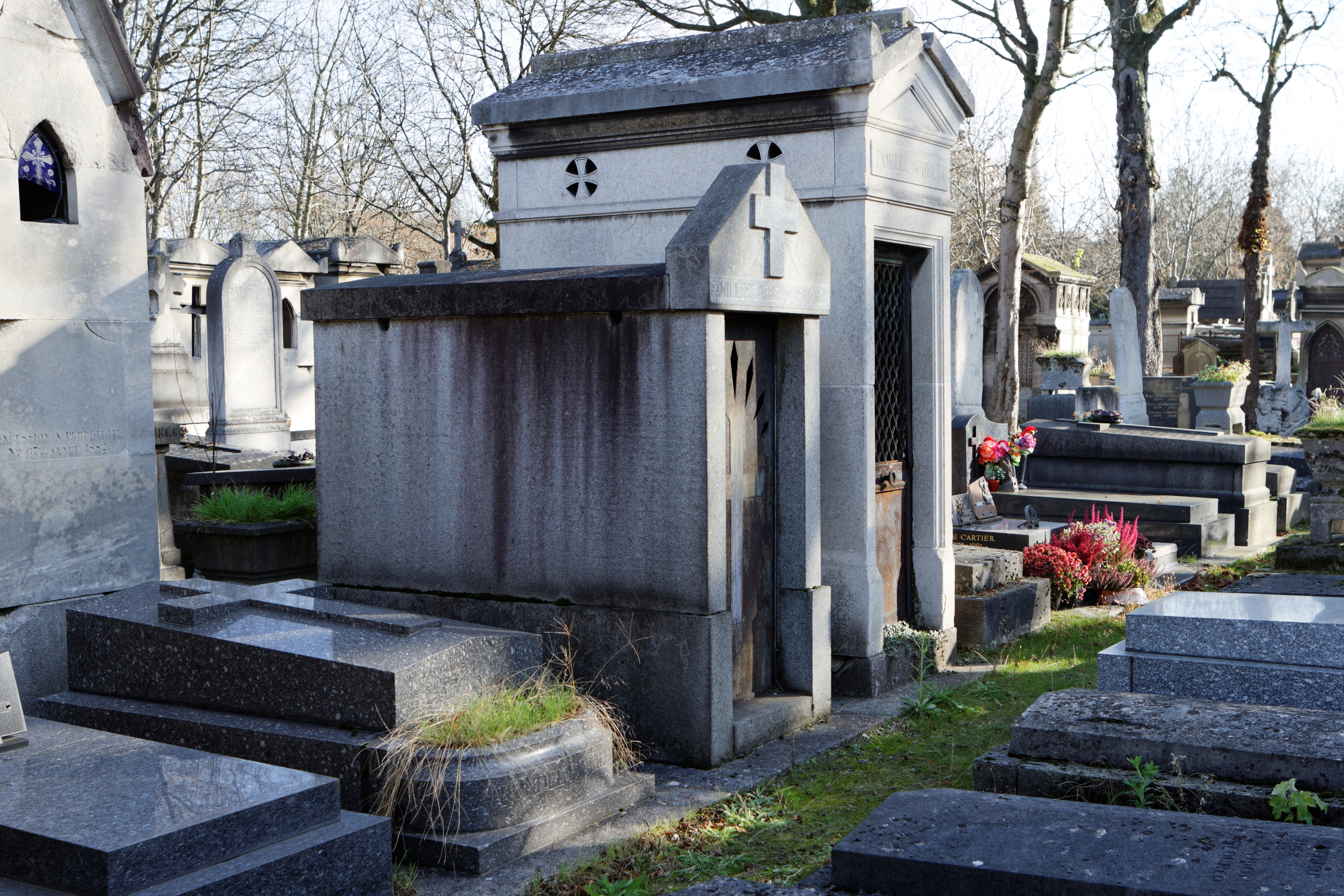
Grabanlage Barbe d'Armandy auf dem Père-Lachaise – Division 81

Barbe war in illegale Spekulationsgeschäfte – insbesondere auch in den Panamaskandal – verwickelt. Er entkam seinen Gläubigern nur, indem er sich 1890 das Leben nahm. Er ist auf dem Friedhof Père-Lachaise begraben.

## Werke
- Emploi simultané dans les mines et tunnels de la perforation mécanique et des dynamites Nobel, Bureau technique national des explosifs, Paris 1881[9]
- La dynamite substance explosive inventée par M. A. Nobel ingénieur suédois. Collection de documents rassemblée par Paul Barbe, Paris, Viéville et Capiomont, 1870[10]